# Liste öffentlicher Kneipp-Anlagen in Schleswig-Holstein
In der Liste öffentlicher Kneipp-Anlagen in Schleswig-Holstein sind Kneipp-Anlagen in Schleswig-Holstein aufgeführt. Sie ist primär nach Orten sortiert, unabhängig davon, ob es sich um Ortsteile, Gemeinden oder Städte handelt. Kneipp-Anlagen können laut Kneipp-Bund in Form von Wassertretanlagen oder Armbecken vorliegen und unterliegen grundsätzlich nicht der Trinkwasserverordnung. Kneipp-Anlagen werden häufig künstlich angelegt. Daneben gibt es in den natürlichen Verlauf von Fließgewässern eingebettete Wassertretstellen. Kneippen ist eine Behandlungsmethode der Hydrotherapie, die auf der Grundlage von Sebastian Kneipp angewendet wird. Hierbei wird in kaltem Wasser auf der Stelle geschritten. In Armbecken werden die Arme bis zur Mitte der Oberarme ins kalte Wasser getaucht. Der Artikel ist Teil der übergeordneten Liste öffentlicher Kneipp-Anlagen in Deutschland. Die Liste erhebt keinen Anspruch auf Vollständigkeit.

## Liste
Derzeit sind in Schleswig-Holstein vier öffentliche Kneipp-Anlagen erfasst (Stand: 24. November 2018):
| Bild | Ort           | Kreis       | Beschreibung | ↴ Zufluss / ↳ Abfluss | Standort                                                   |
| --- | ------------- | ----------- | --- | --------------------- | ---------------------------------------------------------- |
| Bild gesucht Die Wikipedia wünscht sich an dieser Stelle ein Bild vom Ort mit diesen Koordinaten 53.9125 9.88475 . Motiv: Kneipp-Anlage Bad Bramstedt Falls du dabei helfen möchtest, erklärt die Anleitung , wie das geht. BW | Bad Bramstedt | Segeberg    | Kneippbecken in Bad Bramstedt im Kurpark. Kernstück ist die 6 × 2,5 m große Wassertretanlage. Ein Arm-Tauchbecken mit Schutzhütte liegt direkt daneben und eine große Aufenthaltsfläche gehört ebenfalls zur Anlage. | ↴↳ Hudau              | 53° 54′ 45″ N, 9° 53′ 5″ O Im Garten der Sinne             |
| | Bad Malente   | Ostholstein | Kneippanlage im Kurpark in Bad Malente |                       | 54° 10′ 6″ N, 10° 33′ 6″ O Kurpark Malente                 |
| Bild gesucht Die Wikipedia wünscht sich an dieser Stelle ein Bild vom Ort mit diesen Koordinaten 54.16048 10.53741 . Motiv: Kneipp-Anlage Bad Malente Falls du dabei helfen möchtest, erklärt die Anleitung , wie das geht. BW | Bad Malente   | Ostholstein | Natur-Kneippbecken an den Spiegelteichen |                       | 54° 9′ 38″ N, 10° 32′ 15″ O                                |
| (weitere Bilder) | Bad Malente   | Ostholstein | An der sog. „Quelle der gebrochenen Herzen“ befindet sich eine natürliche Wassertretanlage. Wer aus der Quelle trinkt, wird von Liebesleid und Einsamkeit befreit, so sagt man.                                      | ↴ Quelle              | 54° 10′ 12″ N, 10° 32′ 15″ O Quelle der gebrochenen Herzen |